# 绿边薹草
绿边薹草（学名：Carex viridimarginata）是莎草科薹草属的植物。分布在中国大陆的山西等地，生长于海拔2,500米的地区，多生于高山草地，目前尚未由人工引种栽培。